# Center for Responsive Politics
Le Center for Responsive Politics (CRP) — pouvant se traduire par « centre pour une vie politique qui prend ses responsabilités », « centre pour une politique responsable » « centre pour l'intégrité politique » — est un organisme sans but lucratif non partisan basé à Washington et retraçant l'utilisation de l'argent en politique. L'organisme étudie les effets de l'argent et du lobbyisme sur les élections ainsi que sur les politiques publiques.
Le centre publie « Open Secrets » une base de données en ligne sur le site www.opensecrets.org. Les internautes peuvent y retrouver, notamment, des informations concernant le financement des partis politiques et campagnes électorales ainsi que les activités de lobbyistes en fonction de plusieurs critères (par industrie, groupe d'intérêts, pour chacun des membres du Congrès des États-Unis, etc.).

## Histoire
Fondé en 1983 par le démocrate Frank Church et le républicain Hugh Scott (en), le centre vise à développer la citoyenneté en créant un électeur éduqué et un gouvernement responsable. Les données sont d'abord publiées sous forme de rapports et de livres. Le premier livre, publié en 1990, analyse en 1 300 pages les actions politiques lors des élections de 1988.